# Elchingen
Elchingen este o comună din landul Bavaria, Germania.